# Juan Luis Beigbeder
Juan Luis Beigbeder (Cartagena, 31 marzo 1888 – Madrid, 6 giugno 1957) è stato un generale e politico spagnolo.
Fu il secondo Ministro degli Esteri spagnolo nominato da Francisco Franco: entrò in carica il 12 agosto 1939. Venne deposto il 17 ottobre 1940.
Aveva partecipato alle guerre in Africa nel 1909/10.

## Decorazioni
Nel 1940 fu nominato Cavaliere dell'Ordine Militare e Ospedaliero di San Lazzaro di Gerusalemme con il grado di Gran Croce. Il Califfo, Hassan Ben el Mehedi Ben Ismael, dietro richiesta del generale García Valiño, alto commissario, gli assegnò la Gran Cruz de la Medahuia.

## In letteratura
Beigbeder compare come personaggio storico in diversi romanzi, tra cui "La notte ha cambiato rumore" di María Dueñas e Llegará tarde a Hendaya di José María Martínez-Val.